# The Best of (Clan of Xymox)
The Best of — альбом-компіляція голландського гурту Clan of Xymox, випущений німецьким лейблом «Pandaimonium Records», у 2004 році.
У Росії лейбл «Irond» видав цей альбом під назвою Past And Present

## Композиції
1. There's No Tomorrow (7:09)
2. Jasmine And Rose (5:45)
3. I Want You Now (New Mix 2004) (5:20)
4. A Day (New Recording & Mix 2004) (6:39)
5. Louise (New Recording & Mix 2004) (5:20)
6. Consolation (4:57)
7. This World (6:39)
8. Innocent (5:51)
9. Into Extremes (New Mix 2004) (5:41)
10. Out Of The Rain (4:08)
11. Muscoviet Musquito (New Recording & Mix 2004) (4:06)
12. Back Door (New Recording & Mix 2004) (4:50)
13. Farewell (5:23)
14. Stranger (New Recording & Mix 2004) (5:30)

## Над альбомом працювали
- Бас-гітара — Mojca (пісні: 4, 5, 11, 12)
- Виконання, вокал — Ronny Moorings
- Фото — Omar Gonzales Sacedo 'Ziggy'
- Запис та мікс — Ronny Moorings
- Remix [New Mix] — Ronny Moorings (пісні: 3, 9)